# Raphaël Pichon
Raphaël Pichon (Parijs, 17 oktober 1984) is een Franse dirigent. Hij is muzikaal leider van Ensemble Pygmalion, een koor en orkest dat werkt met historische instrumenten, en artistiek leider van het Pulsations festival in Bordeaux.

## Biografie
Pichon werd geboren in Parijs. Als kind zong hij in het kinderkoor Petits Chanteurs de Saint-François de Versailles. Als ze de Johannespassie van Bach zingen, ontdekt Pichon zijn roeping, verklaarde hij in een interview: "Ik was pas negen jaar, maar die ervaring veranderde mijn leven totaal. Ik raakte bezeten door muziek. Later, als tiener, werd ik nog meer euforisch over Bach. Ik studeerde behalve zang en viool inmiddels ook piano en orgel. Ik begon als organist ook diensten in de kerk te spelen, een fantastische ervaring. En altijd was daar Bach. Ik hongerde naar zijn muziek en wilde absoluut nog méér weten over Bach als mens en over al zijn werken. Ik wilde alles over hem ontdekken en dat is nog steeds zo.
Pichon studeert viool en piano aan het conservatorium van Versailles. Vervolgens gaat hij naar het Conservatoire national supérieur de musique de Paris, om zang te studeren. Als contratenor zingt hij onder leiding van Ton Koopman, Jordi Savall, Gustav Leonhardt en Geoffroy Jourdain. Als tiener van vijftien of zestien wist hij reeds dat hij later wilde gaan dirigeren, maar hij realiseerde zich ook dat doorgaan met zingen en spelen hem de unieke gelegenheid bood om veel ervaring op te doen. "Als zanger van zowel oude muziek als eigentijdse muziek heb ik fantastische dirigenten en geweldige musici meegemaakt.  ... En dankzij al die fantastische ervaringen ben ik als dirigent in staat om ook aan de andere kant van de spiegel te kijken, hoe het is voor de musici." verklaarde hij in een interview.
Tijdens zijn studies richt Pichon in 2006 het Ensemble Pygmalion op, een koor en orkest met historische instrumenten, dat de verbanden onderzoekt tussen Bach en Mendelssohn, Schütz en Brahms en Rameau en Gluck en Berlioz. Het ensemble zoekt naar een nieuwe aanpak van grote repertoirewerken, zoals de Passies van Bach, de lyrische tragedies van Rameau, het Requiem van Mozart en de Vespers van Monteverdi. Hun opnames worden vol lof onthaald door critici en de cd Missae Breves BWV 234 & 235 met werk van Bach, werd in 2008 bekroond met een Diapason d'or award en uitgeroepen tot Editor's Choice door het Engelse tijdschrift Gramophone. Sinds 2014 is Ensemble Pygmalion artist-in-residence bij de Opéra National de Bordeaux.
Met Ensemble Pygmalion concerteerde Pichon op Franse podia zoals de Philharmonie de Paris, de Koninklijke Opera van Versailles en het Festival van Aix-en-Provence, maar ze speelden ook in Keulen, Frankfurt, Essen, Wenen, Peking, Hong Kong, Shenzhen en Barcelona. Het Muziekgebouw in Amsterdam verwelkomt hen voor het eerst in 2015. In 2019 komen ze twee keer terug, voor de voorstelling Stravaganza d’Amore en een uitvoering van Monteverdi's Mariavespers. In 2020 treden ze er op met bariton Stéphane Degout en in 2023 opnieuw, met een uitvoering van Elias van Mendelssohn. Ze brengen ook de trilogie Les Chemins de Bach (De Wegen van Bach) naar het Muziekgebouw, een "project om diens muziek te vieren en de context te tonen waarin deze ingenieuze componist werkte". Deel één is De vaders van Bach (2022), deel twee heet De Meesters van Bach (2023) en deel drie krijgt Naar Lübeck (2023) als titel. In Bozar in Brussel spelen ze in 2021 samen met sopraan Sabine Devielhi en in 2022 met Stéphane Degout. Datzelfde jaar staan ze ook in deSingel in Antwerpen, met een programma rond de inspiratiebronnen van Bach, met muziek van zijn familieleden Johann Michael Bach en Johann Christoph Bach en van zijn tijdgenoten en voorlopers.
Als dirigent realiseerde Pichon verschillende opera-producties in de Opéra Comique in Parijs, in het Bolsjojtheater in Moskou en de Opéra National de Bordeaux. Met regisseur Katie Mitchell maakt hij twee voorstellingen. In 2014 creëren ze Trauernacht, naar het werk van Bach, voor het Festival d'Aix-en-Provence. Hun creatie Miranda (2017), een coproductie van Opéra Comique, Oper Köln en Théâtre de Caen, is geïnspireerd op The Tempest van Shakespeare en gebruikt muziek van Henry Purcell. Dardanus, een bewerking van de opera van Jean-Philippe Rameau in een regie van Michel Fau, wordt in 2015 opgevoerd in de Koninklijke Opera van Versailles. Met de Nederlandse regisseur Jetske Mijnssen maakt hij in 2016 een bewerking van L'Orfeo van Luigi Rossi, voor de Opéra National de Lorraine, waarvoor zij de Grand Prix de la Critique Musique wint. Voor het Holland Festival 2017 maakt hij een bewerking van de Mariavespers van Monteverdi met regisseur Pierre Audi. Met regisseur Simon McBurney herneemt hij in 2018 diens bewerking van Die Zauberflöte van Mozart, voor het Aix-en-Provence festival.
Met regisseur Romeo Castellucci maakt hij in 2019 een bewerking van Mozart's Requiem, die in 2022 te zien is in De Munt in Brussel. Castellucci en Pichon maken samen ook een voorstelling voor de Nationale Opera te Amsterdam: Le Lacrime di Eros gebruikt de muziek van componisten als Monteverdi, Caccini en Peri, om "de liefde in al haar hevigheid te laten zien". Samen met de Japanse theaterregisseur Satoshi Miyagi maakt hij in 2022 een bewerking van Mozart's Idomeneo, voor het Festival d'Aix-en-Provence. In 2022 keert hij ook terug naar de Opéra Comique, voor een opvoering van Lakmé van Léo Delibes, met regisseur Laurent Pelly en sopraan Sabine Devieilhe. Voor de Salzburger Festspiele dirigeert hij in 2023 Le nozze di Figaro van Mozart, in een regie van Martin Kusej.
Sinds 2020 is Pichon organisator van het Festival Pulsations in Bordeaux, een "eclectisch en polymorf feest, met concerten van uitzonderlijke aard op onverwachte locaties." Artiesten die reeds op het festival aantraden zijn onder meer Camille, Sabine Devieilhe, Cécile McLorin Salvant, Lea Desandre, Philippe Katerine en Judith Chemla. In 2021 brengt Pichon met Ensemble Pygmalion Vespro della Beata Vergine, SV 206 van Monteverdi. In 2022 dirigeert hij er een opvoering van Orfeo ed Euridice van Gluck in een bewerking van Berlioz.
Als gastdirigent heeft Raphaël Pichon onder meer opgetreden met het Deutsches Symphonie-Orchester Berlin in de Berliner Philharmonie, Orchestra La Scintilla in het Opernhaus Zürich, SWR Symphonieorchester, Handel and Haydn Society Orchestra of Boston, Mozarteum Orchester Salzburg, Wiener Philharmoniker, het Kamerorkest van Lausanne, MusicAeterna van Teodor Currentzis, Les Violons du Roy de Québec, Mahler Chamber Orchestra en Orchestra of St Luke’s. Met het Freiburger Barockorchester staat hij in 2020 in Bozar in Brussel, met violiste Isabelle Faust, voor een programma met muziek van Mozart en Beethoven.

## Prijzen en onderscheidingen
- 2015 - Chevalier dans l’Ordre des Arts & des Lettres[66]
- 2024 - Edison in de categorie Vocaal[67]

## Discografie
- Alessandro Scarlatti: La Giuditta - Pichon (contratenor), met Ensemble Baroque De Nice, Gilbert Bezzina, Sophie Landy, Carl Ghazarossian (2009 - Dynamic Records, CD)[68]
- Jean-Philippe Rameau: Dardanus - Raphaël Pichon & Ensemble Pygmalion (2013 - Alpha Classics, CD)[69]
- Johann Sebastian Bach: Köthener Trauermusik BWV 244a - Ensemble Pygmalion, Raphaël Pichon (2014 - Harmonia Mundi, CD)[70]
- Johann Sebastian Bach: Missae Breves BWV 234 & 235 - Ensemble Pygmalion & Raphaël Pichon (2015, Alpha Classics, CD)[71]
- Jean-Philippe Rameau: Castor & Pollux - Raphaël Pichon, Ensemble Pygmalion (2015 - Harmonia Mundi, CD)[72]
- Mozart and the Weber Sisters, - Sabine Devieilhi, Ensemble Pygmalion, Raphaël Pichon (2015, Warner Classics/Erato, CD)[73]
- Schubert, Schumann, Brahms, Wagner: Rheinmädchen - Ensemble Pygmalion, Raphaël Pichon (2016 - Harmonia Mundi, CD)[74]
- Luigi Rossi: L'Orfeo - Ensemble Pygmalion, Raphaël Pichon, Jetske Mijnssen, Stéphane Vérité (2017 - Harmonia Mundi, CD)[75]
- Stravaganza d'Amore! The Birth of Opera at the Medici Court - Ensemble Pygmalion, Raphaël Pichon (2017 - Harmonia Mundi, CD)[76]
- Enfers - Stéphane Degout, Ensemble Pygmalion, Raphaël Pichon (2018 - Harmonia Mundi, CD)[77]
- Les Funérailles Royales de Louis XIV - Ensemble Pygmalion, Raphaël Pichon (2018, Harmonia Mundi, DVD)[78]
- Libertà! (Mozart et l'opéra) - Ensemble Pygmalion, Raphaël Pichon (2019 - Harmonia Mundi, CD)[79]
- Bach: Motets - Ensemble Pygmalion, Raphaël Pichon (2020 - Harmonia Mundi, CD)[80]
- Bach • Handel - Sabine Devieilhi, Ensemble Pygmalion, Raphaël Pichon (2021 - Warner Classics/Erato, CD)[81]
- Bach: Matthäus-Passion - Julian Prégardien, Stéphane Degout, Sabine Devieilhi, Hana Blažiková, Lucile Richardot, Tim Mead, Reinoud Van Mechelen, Emiliano Gonzalez Toro, Christian Immler, Maîtrise de Radio France, Ensemble Pygmalion, Raphaël Pichon (2022 - Harmonia Mundi, CD)[82]
- Schubert - Schumann - Weber: Mein Traum - Stéphane Degout, Ensemble Pygmalion, Raphaël Pichon (2022 - Harmonia Mundi, CD)[83]
- Claudio Monteverdi: Vespro Della Beata Vergine - Ensemble Pygmalion, Raphaël Pichon (2023 - Harmonia Mundi, CD)[84]
- Wolfgang Amadeus Mozart: Requiem - Ensemble Pygmalion, Raphaël Pichon (2024 - Harmonia Mundi, CD)[85]